# Adam Mortimer Singer
Sir Adam Mortimer Singer (* 25. Juli 1863 in Yonkers; † 24. Juni 1929 in Westchester County) war ein anglo-amerikanischer Philanthrop und Sportler.
Er war ein Sohn von Isaac Merritt Singer aus dessen zweiter Ehe und älterer Bruder von Winnaretta Singer.
Er war Friedensrichter und wurde 1920 als Knight Commander des Order of the British Empire geadelt. Im Jahr 1921 amtierte er als High Sheriff von Berkshire.

## Leben
Singer wurde 1863 in Yonkers, New York, als Sohn von Isaac Singer, dem Gründer der Singer Sewing Machine Company, und seiner Frau Isabella Eugénie Boyer, einem französischen Model, geboren. Er war das erste Kind des Paares, obwohl Isaac mindestens achtzehn Kinder von einer Reihe früherer Ehefrauen und Mätressen hatte. Kurz nach seiner Geburt zogen seine Eltern von New York nach Paris und dann, nach dem Ausbruch des Deutsch-Französischen Krieges 1870, nach Oldway Mansion in Devon, England.
Sein Vater starb 1875 und die Kinder erbten zusammen mit ihrer Mutter ein beträchtliches Vermögen von 13 Millionen Dollar. Er war das älteste von Isabellas Kindern und hatte drei Brüder und zwei Schwestern. Seine Schwester Winnaretta heiratete in den französischen Adel ein und wurde zur Kunstmäzenin, während sein Bruder Washington ein Philanthrop und Rennpferdebesitzer war.
Singer immatrikulierte im Oktober 1881 am Downing College in Cambridge, verließ die Universität aber später ohne einen Abschluss. Obwohl er ursprünglich als amerikanischer Staatsbürger geboren wurde, wurde er 1900 als britischer Staatsbürger eingebürgert.
1888 heiratete er Mary Maund, die Tochter von John Oxley aus Maldon, Yorkshire. In zweiter Ehe heiratete er 1913 Aline Madeline Charlotte Pilavione, die Tochter von Etienne von Biarritz.
Singers erste Leidenschaft waren Vollblutpferde, die er ab 1881 züchtete und Rennen fuhr. Er war auch ein begeisterter Sportler und ein Pionier in der frühen Entwicklung des Rad-, Fahr- und Flugsports in Europa. Im Januar 1910 wurde er im Alter von 46 Jahren der vierundzwanzigste Franzose, der einen Pilotenschein des Aéro-Club de France erhielt, und im Mai der achte Brite, der einen solchen des Royal Aero Club besaß.
In den folgenden Jahren schrieb er eine Reihe von Preisen für die Entwicklung der britischen Luftfahrt aus, darunter ein Kopfgeld von 500 Pfund für das erste praktische, in Großbritannien gebaute Amphibienflugzeug.
Später nahm sich Singer dem Lebensstil des traditionellen Landadels an und erwarb ein Landgut namens Milton Hill in Milton in Berkshire (heute Oxfordshire) sowie eine Wohnung im Zentrum von Mayfair. Zwei Tage nach Ausbruch des Ersten Weltkriegs bot er dieses Gebäude als Lazarett für Soldaten und Unteroffiziere an. Es wuchs zu einer Einrichtung mit 220 Betten heran, dem größten der privat geführten Kriegslazarette, und behandelte über 4 500 Männer. Bis zur Grippepandemie 1918 gab es nur einen einzigen Todesfall unter den Patienten.
Singer und sein Bruder Washington übernahmen die gesamten Betriebskosten des Krankenhauses, und Singer arbeitete während des gesamten Krieges als dessen Hauptverwalter. Seine Frau arbeitete als Oberschwester und war aktiv in der Krankenpflege und Massage tätig.
Nach dem Krieg wurde Singer Friedensrichter und zum Ritter des Ordens des Britischen Empires ernannt. 1921 diente er als High Sheriff von Berkshire. Von 1923 bis 1924 war er Mitglied des Verwaltungsrats der Abingdon School.
Er starb im Juni 1929 und hinterließ ein Vermögen von fast 500.000 Pfund.